# Bisbat d'Eivissa
El bisbat d'Eivissa és una demarcació de l'Església Catòlica a les Illes Balears, amb seu a la ciutat d'Eivissa. Comprèn les Pitiüses. Fou creat el 1782 per segregació de l'Arquebisbat de Tarragona i depengué d'aquest fins a l'any 1851 en què passà a dependre del de València.
El bisbat compta amb quatre parròquies al municipi d'Eivissa, disset a la resta de l'illa i tres a Formentera.

## Història
El cristianisme arribà a les illes d'Eivissa i Formentera els primers segles de l'era cristiana. La cova de Santa Agnès, a Sant Antoni de Portmany, les breus notícies dels bisbes Opilió i Vicent (segles v i vi, respectivament) i algunes troballes arqueològiques així ho confirmen. Entre els segles VIII-XIII, les illes restaren sota la dominació musulmana.
El 8 d'agost de l'any 1235 foren conquistades pel sagristà de la seu de Girona i arquebisbe electe de Tarragona, Guillem de Montgrí, associat amb Nunó Sanç, comte del Rosselló, i l'infant Pere de Portugal. Es restaurà el cristianisme i s'erigí l'única parròquia d'Eivissa i Formentera, Santa Maria (1235-1782), depenent de la diòcesi de Tarragona. El 30 d'abril de 1782 el papa Pius VI signà la butlla per la qual fou instituïda la diòcesi d'Eivissa, per a les illes d'Eivissa i Formentera, amb seu a la nova ciutat d'Eivissa, títol que acabava de rebre l'antiga vila. La nova diòcesi es considerà subjecta a l'Arquebisbat de Tarragona. El 1783 Manuel Abad y Lasierra, monjo benedictí, fou elegit primer bisbe. Ell havia de dur a terme tot allò que la butlla de Pius VI manifestava.
El 1851, un concordat signat entre la Santa Seu i el Govern espanyol decidí, per qüestions econòmiques, que fossin suprimides algunes diòcesis espanyoles, entre elles la d'Eivissa, que havia de ser agregada a la de Mallorca. Com que la diòcesi de Mallorca pertanyia a l'Arquebisbat de València, la diòcesi suprimida d'Eivissa passaria així a formar part del mencionat arquebisbat. En 1852 es dugué a terme la supressió acordada, però mai no es realitzà l'agregació total a Mallorca, segurament per la posició contrària que mantingueren els seus bisbes.
Primerament, Eivissa es regí per governadors eclesiàstics nomenats per l'arquebisbe de Tarragona (1852-1855), i després per vicaris capitulars elegits pel Capítol de la que era oficialment col·legiata de Santa Maria, encara que continuava dient-se catedral (1855-1927).
En 1927 les peticions constants dels eivissencs i formenterers, ajudades per la posició dels bisbes de Mallorca de l'eivissenc bisbe de Sió, patriarca de les Índies i capellà de la reina, aconseguiren que la suprimida diòcesi obtengués el títol d'Administració Apostòlica.
En 1928 arribà el primer bisbe administrador apostòlic, Salvi Huix i Miralpeix, que hagué d'ordenar la nova administració apostòlica. Se celebrà el primer i únic sínode diocesà d'Eivissa i Formentera l'any 1929.
L'any 1949, gràcies als esforços del bisbe Antoni Cardona, segon bisbe administrador apostòlic, s'atené la restauració de la diòcesi pleno iure per mandat del sant pare Pius XII, i així esdevingué el setè bisbe titular. Així, la diòcesi d'Eivissa restà assignada a l'Arquebisbat de València.

## Episcopologi[1]
- (esmentat el 484) Opilió
- (esmentat el 595) Vicent

- Restauració (1782): (bisbat sufragani de l'arquebisbat de Tarragona fins al 1852)
- 1783-1787 Manuel Abad y Lasierra
- 1788-1794 Eustaqui de Azara y de Perera
- 1795-1804 Climent Llocer
- 1805-1815 Blas Jacobo Beltrán
- 1816-1829 Felip González Abarca
- 1831-1852 Basili Antonio Carrasco Hernando
- 1852-1927 (seu vacant)
  - 1852-1855 (governadors eclesiàstics nomenats per l'arquebisbe de Tarragona)
  - 1855-1927 (vicaris capitulars escollits pel capítol de la Catedral)
- 1928-1935 Salvi Huix i Miralpeix (administrador apostòlic)
- 1935-1960 Antoni Cardona i Riera (administrador apostòlic fins al 1950)
- 1960-1976 Francesc Planas i Muntaner
  - 1970-1976 Teodor Úbeda Gramage (bisbe auxiliar 1970-1973 i administrador apostòlic 1973-1976 i bisbe de Mallorca)
- 1976-1987 Josep Gea i Escolano
- 1987-1988 Miguel Roca Cabanellas (administrador apostòlic i arquebisbe de València)
- 1988-1992 Manuel Ureña Pastor (i administrador apostòlic 1991-1992)
- 1992-1998 Xavier Salinas Viñals (i administrador apostòlic 1997-1998)
- 1998-2005 Agustí Cortés Soriano (i administrador apostòlic 2004-2005)
- 2005-2020 Vicent Juan i Segura
- 2021- Vicent Ribas Prats (i administrador apostòlic 2020-2021)

## Estadístiques

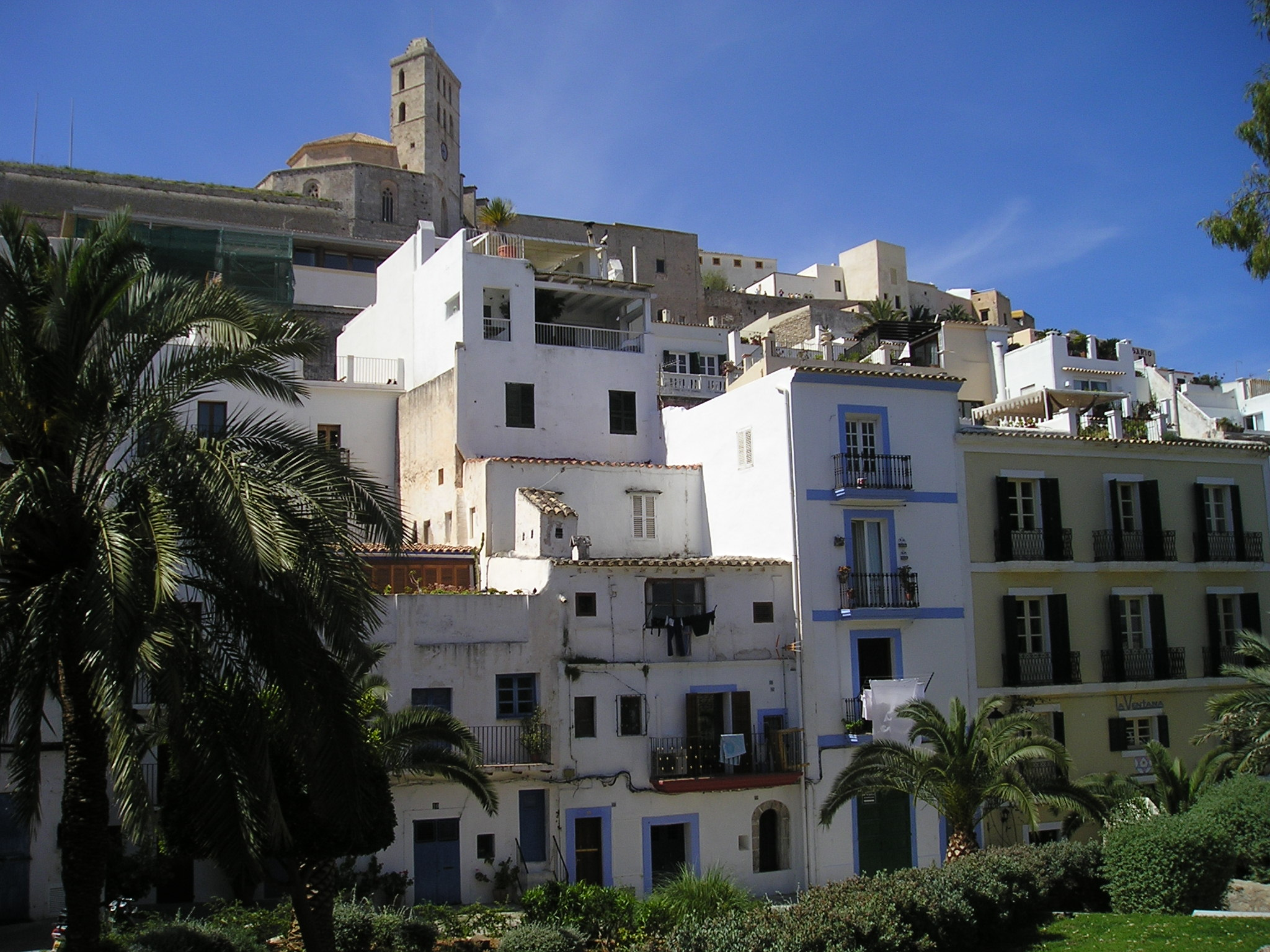
Dalt Vila amb la catedral.

A finals del 2004, la diòcesi tenia 100.000 batejats sobre una població de 112.730 persones, equivalent al 88,7% del total.
| any  | població | població | població | sacerdots | sacerdots       | sacerdots       | sacerdots             | diàques | religiosos | religiosos | parroquies |
| ---- | -------- | -------- | -------- | --------- | --------------- | --------------- | --------------------- | ------- | ---------- | ---------- | ---------- |
| any  | batejats | total    | %        | total     | clergat secular | clergat regular | batejats por sacerdot | diàques | homes      | dones      |            |
| 1950 | 45.000   | 45.000   | 100,0    | 55        | 53              | 2               | 818                   |         | 4          | 70         | 23         |
| 1970 | 39.979   | 39.979   | 100,0    | 53        | 49              | 4               | 754                   |         | 5          | 73         | 23         |
| 1980 | 56.340   | 57.699   | 97,6     | 41        | 37              | 4               | 1.374                 |         | 5          | 77         | 25         |
| 1990 | 65.000   | 66.300   | 98,0     | 32        | 30              | 2               | 2.031                 |         | 3          | 69         | 25         |
| 1999 | 84.000   | 91.000   | 92,3     | 35        | 32              | 3               | 2.400                 |         | 6          | 57         | 26         |
| 2000 | 84.000   | 91.000   | 92,3     | 36        | 33              | 3               | 2.333                 |         | 6          | 57         | 26         |
| 2001 | 84.000   | 91.000   | 92,3     | 36        | 33              | 3               | 2.333                 |         | 6          | 57         | 26         |
| 2002 | 95.000   | 107.000  | 88,8     | 37        | 34              | 3               | 2.567                 |         | 6          | 57         | 26         |
| 2003 | 93.000   | 108.000  | 86,1     | 37        | 33              | 4               | 2.513                 |         | 7          | 57         | 26         |
| 2004 | 100.000  | 112.730  | 88,7     | 36        | 32              | 4               | 2.777                 |         | 8          | 56         | 25         |